# Кундиколь
Кундико́ль (каз. Құндыкөл) — село у складі Баянаульського району Павлодарської області Казахстану. Адміністративний центр Кундикольського сільського округу.
Населення — 574 особи (2021; 873 у 2009, 1071 у 1999, 1223 у 1989).
Національний склад станом на 1989 рік:
- казахи — 63 %
- росіяни — 26 %

Станом на 1989 рік село називалось Алексієвка.